# Dáfni Bókota
Dáfni Bókota (en grec moderne : Δάφνη Μπόκοτα), est une chanteuse grecque, une présentatrice de télévision et ancienne porte-parole du radiodiffuseur national grec Ellinikí Radiofonía Tileórasi (ERT). Elle est connue en Grèce pour avoir présenté le concours Eurovision de la chanson pendant 18 ans.

## Biographie
Dáfni Bókota naît en 1960, dans le quartier de Koukáki à Athènes en Grèce. Elle étudie la littérature française et anglaise à l'Université nationale et capodistrienne d'Athènes. Elle suit des séminaires d'éducation, de linguistique et de psychologie à la Sorbonne à Paris, tout en étudiant au département de littérature grecque de la faculté de philosophie de l'université capodistrienne d'Athènes. Durant ce temps, elle travaille à l'ERT et sort un albums avec ses propres compositions. Elle tente de représenter la Grèce au concours Eurovision de la chanson, en 1983, avec sa chanson Ιουλιέτα, mais elle n'est pas retenue.
Dáfni Bókota est surtout connue pour avoir présenté pour l'ERT les Jeux sans frontières et le Concours Eurovision de la Chanson, ce dernier pendant dix-huit ans, de 1987 à 2004. En 2005, elle est remplacée par la journaliste d'origine suédoise Alexándra Paschalídou (el) pour présenter le concours de 2005. Après cela elle publie un livre avec ses souvenirs du Concours, qui est publié en deux éditions.
Dáfni Bókota est mariée et a un fils. Elle est impliquée dans la politique, alors qu'en 2003-2004 elle est juge dans l'émission de télé-réalité grecque Fame Story.

## Publication
- (el) Dáfni Bókota, 18 ΧΡΟΝΙΑ EUROVISION [« 18 ans d'Eurovision »], Athènes, ΕΛΛΗΝΙΚΑ ΓΡΑΜΜΑΤΑ,‎ 2006, 296 p. (ISBN 960-442-276-6).